# Église d'Ulvila
L'église d'Ulvila (en finnois : Ulvilan kirkko) ou église Saint-Olaf (en finnois : Pyhän Olavin kirkko) est une église en pierre située à Ulvila en Finlande .

## Présentation
L'église d'Ulvila est l'une des églises de la troisième génération des églises construites à la fin du Moyen Âge, dont font partie la plupart des églises médiévales en pierre en Finlande.
C'est un ensemble construit selon un plan unifié, qui a été conservé presque parfaitement dans son aspect médiéval.
L'architecture de l'église d'Ulvila a eu un impact direct sur l'architecture de l'église de Lempäälä et de l'église de la Sainte-Croix de Rauma,.
La nef de l'église mesure environ 37 × 15 mètres. 
La sacristie est située au nord et la salle d'armes au sud.
Il y a une cave à vin sous la sacristie, dont la date n'est pas connue. 
L'entrée principale de l'église est à l'extrémité ouest. 
En plus des portes de la sacristie et de l'armurerie, il y a une porte du côté sud.

## Statuaire

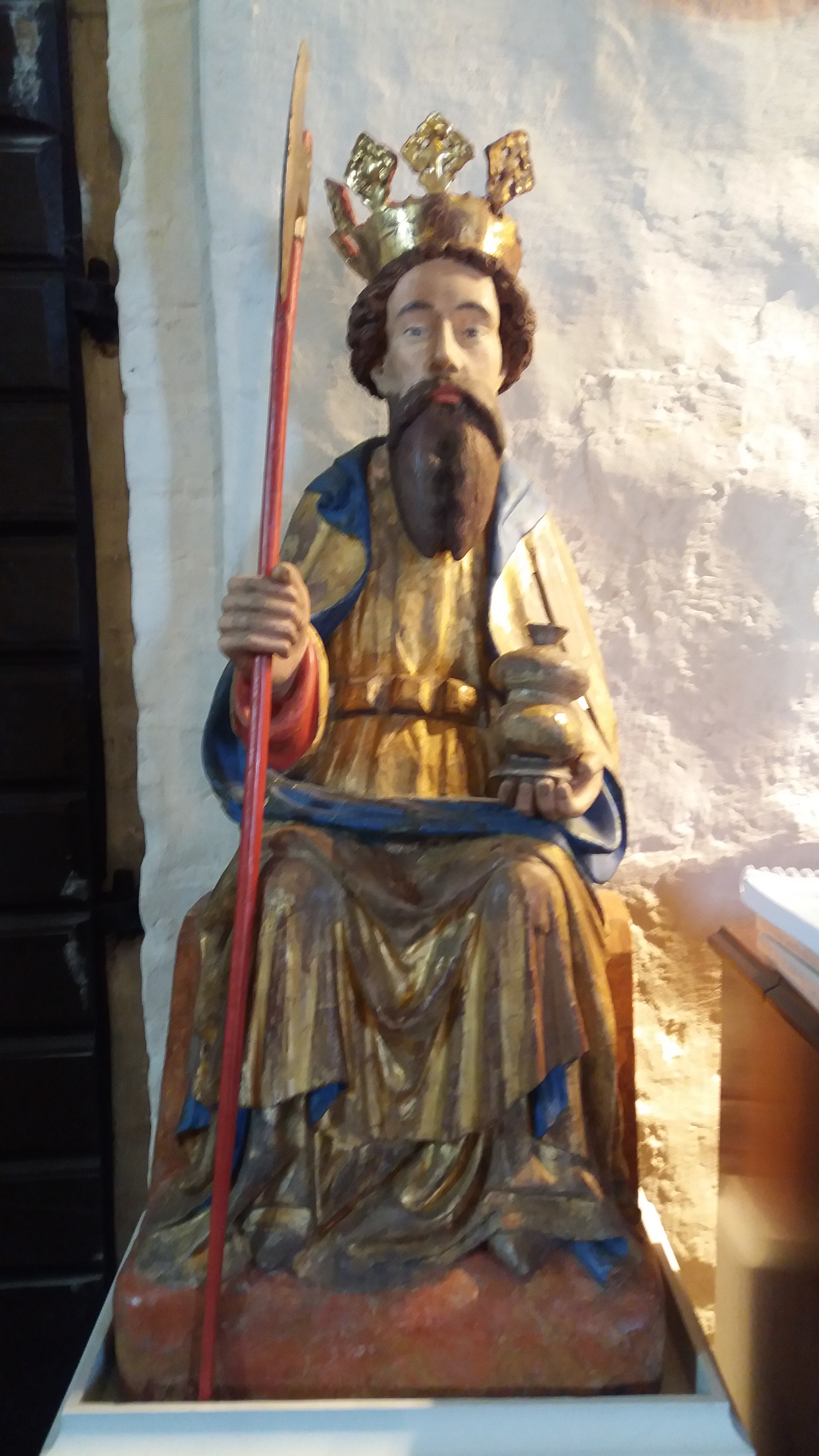
Statue de Saint-Olaf.

L'église compte douze sculptures en bois . 
Trois d'entre elles sont encore dans l'église et les autres sont conservées dans les collections du musée du Satakunta à Pori. 
L'église a un crucifix et une statue de Saint Olaf sculptée dans le Mecklembourg dans les années 1430 et 1440, et une statue de Sainte Anne, réalisée au milieu du XVe siècle. 
Les sculptures ont été réalisées à l'origine pour une église en bois construite après l'incendie de 1429.
La sculpture représentant Sainte Anne intitulée «Donnez-vous la troisième» représente aussi le Christ et la Vierge Marie. 
Les sculptures médiévales de l'église conservées au musée du Satakunta représentent  Saint-Martin, Saint-Guy, Saint-Érasme, Saint-Antoine et Sainte-Birgitte. Parmi les sculptures, Sainte Birgitte remonte à environ 1500.

## Accès
La route de liaison 2440 à l'est de l'église fait partie de la route côtière du golfe de Botnie.

## Classement
La direction des musées de Finlande a classé l'église et ses environs comme l'un des environnements culturels construits d'importance nationale.